# Nikolaj Sedej
Nikolaj (Miklavž) Sedej, slovenski rimskokatoliški duhovnik in gimnazijski katehet, * 6. december 1880, Cerkno, † 27. maj 1925, Obloke.

## Življenje in delo
Oče Anton je bil brat goriškega nadškofa Sedeja. Mati mu je bila Marjana (rojena Rojc). Po zgledu stricev Janeza in Frančiška Sedeja je tudi Nikolaj se je šolal v Gorici. S tem je odprl pot učenosti tudi bratoma duhovniku Cirilu in pravniku Josipu. Študij bogoslovja je končal v Gorici in bil prav tam 31. julija 1904 posvečen v duhovnika. Do leta 1907, ko je obolel za epilepsijo, je bil katehet na goriški nižji gimnaziji, nato pa je med dolgotrajno boleznijo po svojih močeh pomagal duhovnikom v Podmelcu (1908), Cerknem (1911–1915) in Oblokah (1923–1925), kjer je zaradi bolezni tudi umrl.